# Slumdog Millionaire
Slumdog Millionaire er en britisk dramafilm fra 2008, instrueret af den britiske Oscar-vindene instruktør Danny Boyle. Den er løst baseret på Vikas Swarups debutroman "Q & A" og handler om den unge mand Jamal Malik, der kommer fra Mumbais slum og deltager i den indiske version af "Hvem vil være millionær?". Ved Oscar-uddelingen vandt filmen otte Oscars, deriblandt for bedste film. 